# Augustus Raymond Margary
Augustus Raymond Margary (26. maj 1846 i Belgaum, præsidentskabet Bombay – 21. februar 1875 i Mauvein, Jynnan) var en engelsk-indisk rejsende og diplomat.
Margary var ansat ved konsulatvæsenet i Kina og blev som tolk knyttet til oberst Brownes ekspedition, der fra Burma skulde trænge ind i Jynnan. Han drog fra Shanghai over land til Bhamo i det nordlige Burma og forenede sig 15. januar 1875 med Browne; kort efter blev han myrdet. Han var den første europæer, der har krydset Sydkina. Man har offentliggjort hans Journal Notes of a Journey from Hankow to Talifu (1875).